# Над бездной (рассказ)
«Над бездной» — фантастический рассказ известного русского советского писателя-фантаста Александра Беляева. Опубликован в 1927 году, входит в цикл «Изобретения профессора Вагнера». Действие рассказа происходит в Крыму, где писатель долгое время жил в Ялте.

## История
В 1923 году Александр Беляев переехал из Ялты в Москву, где стал работать юрисконсультом в Наркомпочтеле. В Москве он прожил с семьёй до 1928 года до своего переезда в Ленинград. За этот период своего творчества он написал рассказ (позже роман) «Голова профессора Доуэля», романы «Остров погибших кораблей», «Последний человек из Атлантиды», «Человек-амфибия», «Борьба в эфире» и серию рассказов, в том числе и рассказ «Над бездной».

## Сюжет
Повествование ведётся от первого лица. Место действия — Крым.
В прогулках по окрестностям Симеиза рассказчик замечает одинокую дачу, необычность которой возбуждает его интерес. Он выясняет, что дача принадлежит знаменитому изобретателю профессору Вагнеру. Однажды, пытаясь проследить за профессором, он прячется в зарослях можжевельника. Профессор Вагнер выходит из калитки, подходит к огромным камням на горной площадке и начинает подбрасывать рукой один из них. Бросив камень, профессор Вагнер совершает прыжок, но не рассчитывает и получает травму. Автор решает открыть своё присутствие и помочь профессору добраться до дачи.
На следующий день профессору становится лучше и он сообщает рассказчику о своём открытии. Оказывается, что профессор научился контролировать силу тяжести. Переместив её с участка на горной площадке в небольшой круг во дворе своей дачи, он облегчил всё, что находилось на горе. Рассказчик оказывается свидетелем продолжения экспериментов профессора. Тот решает изменить силу тяжести на всей Земле, для чего начинает ускорять вращение Земли. Это приводит к постепенному уменьшению веса до практически полной невесомости. Они с кухаркой переселяются жить в подземное жилище профессора, где потолок становится полом жилища. Вращение Земли ускоряется всё больше. По наблюдениям автора, «Солнце, пролетая по небу, чертит огненную полосу на тёмном фоне». Небо стало бездной, в которую улетают камни с Земли. На Земле приближается катастрофа, но из-за ошибки в расчётах Вагнер не может ничего изменить. Рассказчик в ярости бросается на профессора и …пробуждается от гипнотического сна, с помощью которого Вагнер наглядно преподал ему урок физики благодаря своему новому методу обучения.

### Особенности сюжета
- Описание проявлений невесомости, например, попытки готовить пищу в таких условиях, перекликается с подобными описаниями в романе Беляева «Прыжок в ничто» (1933).
- Перенос силы тяжести с одного места на другое привёл к образованию во дворе дачи «заколдованного круга» с огромной силой тяготения. При попадании в него птица мгновенно расплющилась. Такие круги позже описываются, например, у Стругацких как «гравиконцентраты» («Пикник на обочине», 1971).
- В сказке Н. Носова «Незнайка на Луне» взаимодействие минерала лунита с магнитным железняком вызывает в зоне действия невесомость, при этом сила гравитации «вытесняется» за пределы зоны невесомости, вызывая повышенную гравитацию за пределами.

## Персонажи
- Рассказчик
- Профессор Вагнер — известный изобретатель
- Фима — экономка профессора